# Olga Olegowna Kutscheruk
Olga Olegowna Kutscheruk (russisch Ольга Олеговна Кучерук; * 20. August 1997) ist eine russische Skilangläuferin.

## Werdegang
Kutscheruk startete im November 2012 in Werschina Tjoi erstmals im Eastern-Europe-Cup und belegte dabei den 104. Platz über 5 km Freistil und die Plätze 85 und 66 im Sprint. Beim Europäischen Olympischen Winter-Jugendfestival 2015 in Steg gewann sie die Silbermedaille über 5 km Freistil und jeweils die Goldmedaille mit der Mixed-Staffel und im Sprint. Zudem wurde sie dort Achte über 7,5 km klassisch. Im folgenden Jahr holte sie bei den Juniorenweltmeisterschaften in Râșnov die Bronzemedaille mit der Staffel. Zudem kam sie dort auf den 23. Platz über 10 km Freistil, auf den 22. Rang im Sprint und auf den siebten Platz über 5 km klassisch. Bei den Juniorenweltmeisterschaften 2017 in Soldier Hollow errang sie den zehnten Platz im Sprint. In der Saison 2018/19 erreichte sie mit zwei Top-Zehn-Platzierungen, darunter Platz drei im Sprint in Werschina Tjoi, den zehnten Platz in der Gesamtwertung des Eastern-Europe-Cups. Nach zwei dritten Plätzen im Sprint beim Eastern-Europe-Cup in Werschina Tjoi zu Beginn der Saison 2019/20, lief sie in Davos ihr erstes Weltcuprennen, welches sie auf dem 48. Platz im Sprint beendete. Im Februar 2020 holte sie in Falun bei ihren dritten Weltcup mit dem 30. Platz im Sprint ihren ersten Weltcuppunkt. Zum Saisonende errang sie beim Eastern-Europe-Cup in Kononowskaja den zweiten Platz im Sprint und erreichte den vierten Platz in der Gesamtwertung des Eastern-Europe-Cups.

## Siege bei Continental-Cup-Rennen
| Nr. | Datum             | Ort              | Disziplin       | Serie              |
| --- | ----------------- | ---------------- | --------------- | ------------------ |
| 1.  | 18. Dezember 2021 | Kirowo-Tschepezk | Sprint Freistil | Eastern Europe Cup |